# Ninia espinali
Ninia espinali är en ormart som beskrevs av McCranie och Wilson 1995. Ninia espinali ingår i släktet Ninia och familjen snokar. IUCN kategoriserar arten globalt som nära hotad. Inga underarter finns listade i Catalogue of Life.
Arten förekommer i västra Honduras och norra El Salvador. Den lever i bergstrakter mellan 1040 och 2270 meter över havet. Habitatet utgörs av molnskogar.
Individerna lever delvis underjordiska.